# Конокарпус прямой
Конока́рпус прямой, или Конокарпус прямостоящий (лат. Conocarpus erectus) — кустарник или небольшое дерево, один из двух видов рода Конокарпус семейства Комбретовые. Широко распространён в тропическом поясе Америки и Западной Африки.

## Описание
Вечнозелёный многоствольный кустарник или небольшое дерево 3–8 м высотой, до 20 см в диаметре, с раскидистой густой кроной. Кора зрелого растения тёмно-серая или коричневая, грубая, трещинноватая. Луб светло-коричневый.
Листья очерёдные, обратноланцетовидные или узко-эллиптические, 2,5–9,0 см длиной, 1–3 см шириной, довольно толстые, жёлто-зелёные на обоих поверхностях, более или менее густо опушёные, особенно вдоль основной жилки. В нижней части листьев видны крошечные отверстия (устьица) в местах, где побочные жилки соединяются с основной. Обычно у любого растения можно увидеть несколько красных листьев. Черешок листа 3–10 мм длиной, слегка утолщённый.
Соцветия 3–8 мм длиной, расположены на конце веток либо во влагалище листа на тонком черешке; состоят из нескольких небольших головок 5 мм в диаметре каждая. Каждая головка содержит много цветков длиной около 2 мм, в основном обоеполых. Цветоножка 2—10 (-15) мм длиной, прицветники очень мелкие, покрыты пушком. Гипантий (расширенное цветоложе, с которым срастаются основания листочков околоцветника и тычинок) покрыт пушком. Чашелистики зеленовато-белые, треугольные, ок. 1 мм длиной. Тычинок обычно 10 штук. Плод коричневый с фиолетовым оттенком, сложный, собран в почти шаровидную коричневую головку 1–1,5 см длиной, состоит из отдельных ягод 3–3,5 мм длиной каждая, на конце отогнутых назад.

## Распространение
В Америке природный ареал ограничен с севера Бермудскими и Багамскими островами, Центральной Флоридой и Северной Мексикой, с юга атлантическим побережьем Бразилии и тихоокеанским побережьем Эквадора и северо-западом Перу, а также Галапагосскими островами. В Западной Африке ареал растянут вдоль атлантического побережья от Сенегала на севере до Заира на юге. Интродуцирован на Гавайских островах, где культивируется в прибрежной зоне.
Обычно растёт вдоль морского побережья, но иногда в виде кустарника встречается на опушках сосновых лесов.
Предпочитает внутреннюю часть мангровых лесов.